# Mokabi
La Mokabi est un cours d'eau de la république du Congo, traversant la forêt équatoriale au nord-ouest du district d'Enyellé, dans la région de la Likouala. Celui-ci a donné son nom à toute la contrée à côté de Dzanga. Si bien qu'au début des années 2000, une compagnie d'exploitation forestière installée dans les environs a adopté ce nom. Mokabi forme aujourd'hui avec Ndzanga une grande unité d'aménagement forestière (UEFA Mokabi-Dzanga) exploitée par la société Mokabi du Groupe Rougier, un des spécialistes en bois tropical. Ses activités sont reparties entre 2 sites: Lola où se trouvent toutes les structures administratives et Moualé où est implantée une scierie ultra moderne avec 6 cellules de séchoir.